# Isefjorden (Norge)
 Ikke at forveksle med  Isefjorden i Danmark
Isefjorden er en del af fjorden Nordfjord i kommunerne Eid og Bremanger i Vestland fylke i Norge. Fjorden går 5,5 kilometer mod sydøst fra indløbet til Eidsfjorden i nord til stedet hvor fjorden Ålfoten går mod vest. Fjorden har indløb i nord mellem Hammeneset i nord og Iseneset ved Isane, som fjorden er opkaldt efter. Fra Isane går der færge nordover til Stårheim på nordsiden af Eidsfjorden. På østsiden af fjorden ligger bebyggelsen Torheim. Fjorden ender i syd mellem Hjeltneset i vest og Krokneset i øst.
Syd for Krokneset fortsætter Hundvikfjorden mod øst. Fylkesvei 662 går på østsiden af fjorden, mens rigsvej 614 går på vestsiden.